# Mélisey (Haute-Saône)
Mélisey település Franciaországban, Haute-Saône megyében. Lakosainak száma 1643 fő (2022. január 1.). Mélisey Ternuay-Melay-et-Saint-Hilaire, Belonchamp, Écromagny, Lantenot, La Lanterne-et-les-Armonts, Montessaux, Saint-Barthélemy és Saint-Germain községekkel határos.

## Népesség
A település népességének változása:
| Lakosok száma | 1676 | 1680 | 1713 | 1681 | 1668 | 1674 | 1678 | 1662 | 1643 |
|               | 2013 | 2015 | 2016 | 2017 | 2018 | 2019 | 2020 | 2021 | 2022 |